# Notre-Dame-Auxiliatrice (Nizza)

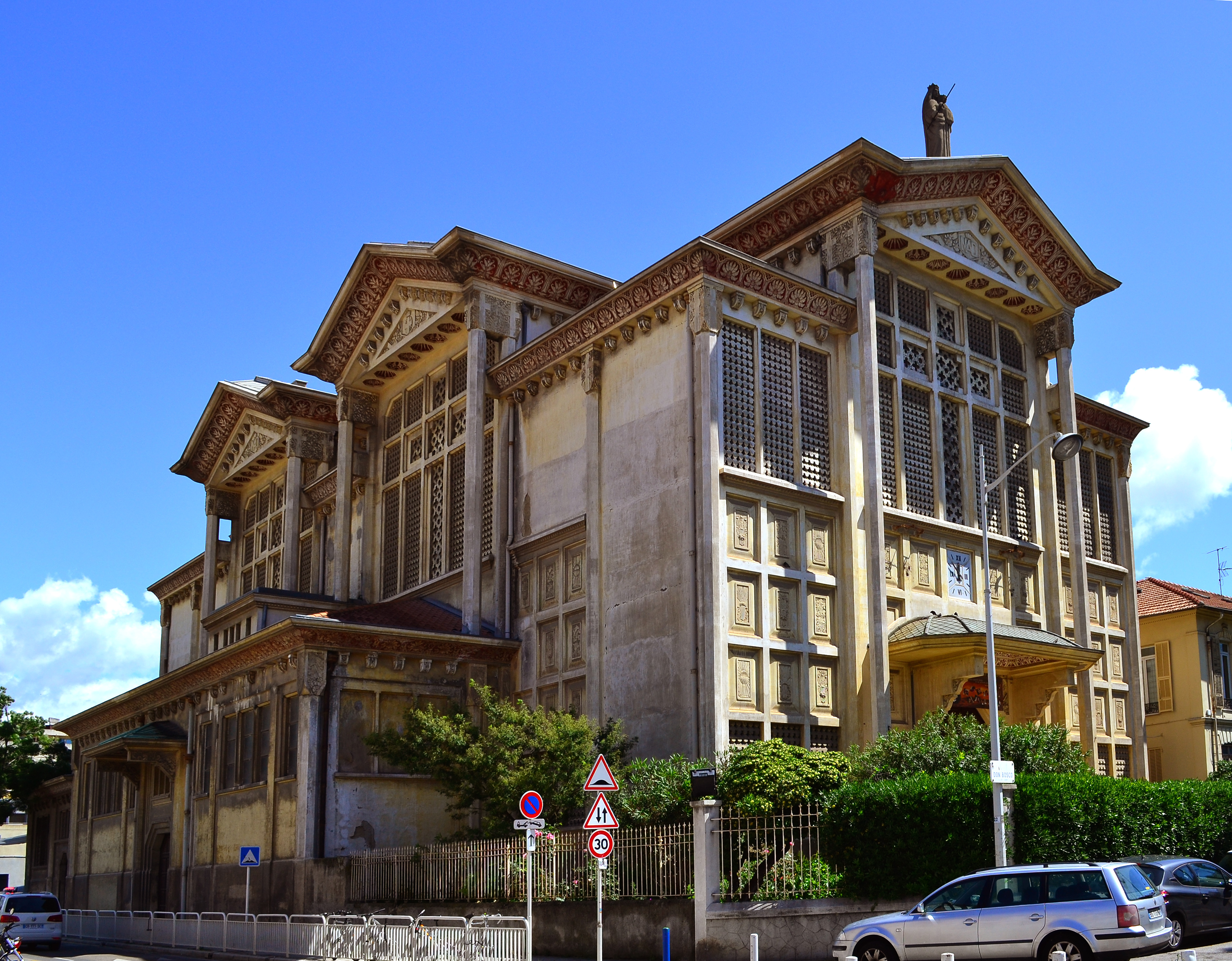
Notre-Dame-Auxiliatrice (Nizza)

Die Kirche Notre-Dame-Auxiliatrice ist eine römisch-katholische Pfarrkirche in der südfranzösischen Stadt Nizza. Sie ist die größte Kirche von Nizza. Das Gebäude steht seit 2001 als Monument historique unter Denkmalschutz.

## Lage und Patrozinium
Die Kirche befindet sich am Platz Don Bosco unweit des Messezentrums (Palais des Expositions) Acropolis. Sie ist zu Ehren der Maria, Hilfe der Christen geweiht. Die Kirche ist Pfarrkirche der gleichnamigen Pfarrei.

## Geschichte

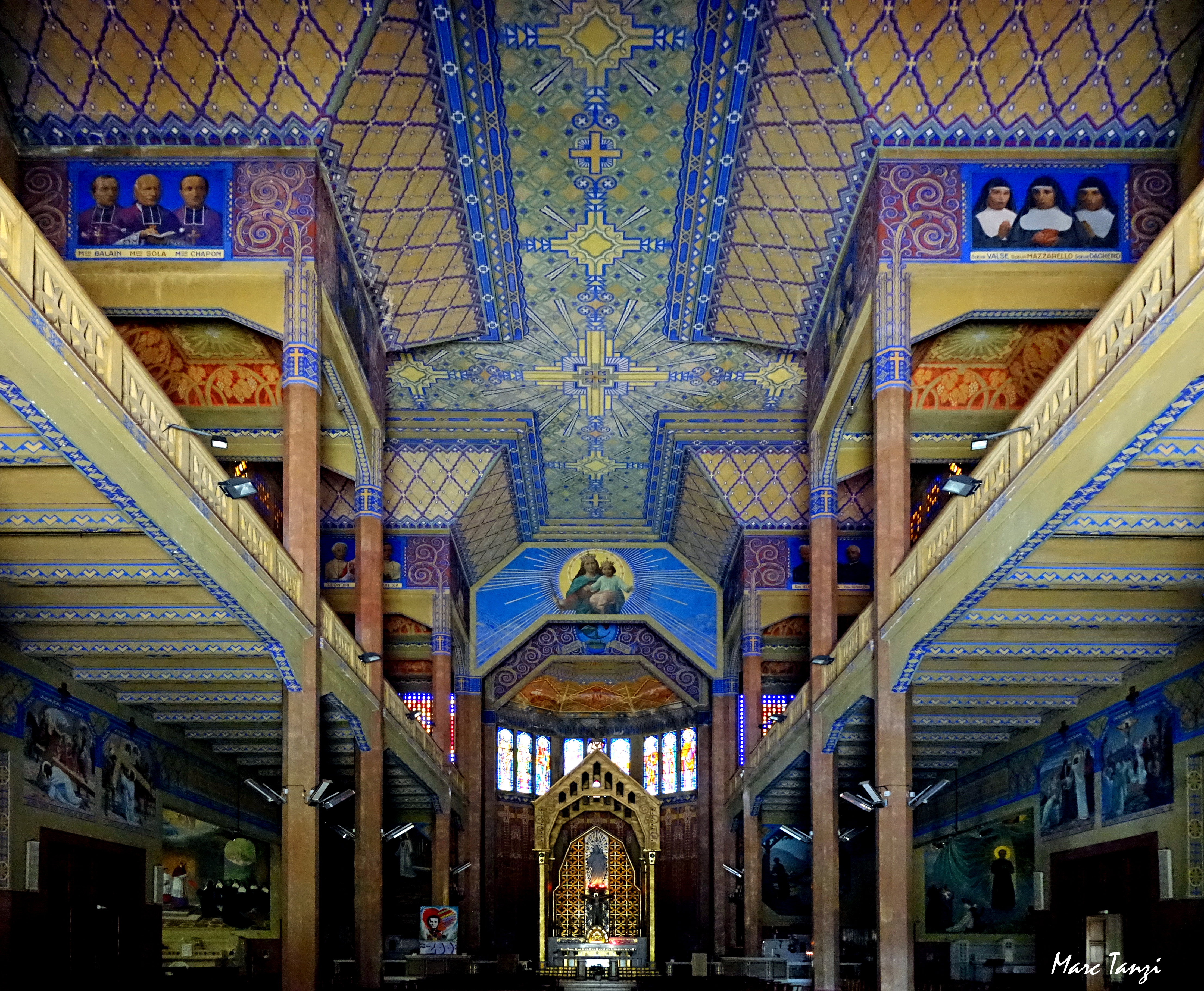
Notre-Dame-Auxiliatrice (Nizza)

Die seit 1875 in Nizza anwesenden Salesianer Don Boscos bauten von 1926 bis 1933 nach Plänen des Architekten Jules Febvre (1859–1934) die Kirche im Stil des Art déco. Nach dem Vorbild von Auguste Perret wurde der Bau in Spannbeton ausgeführt.

## Ausstattung

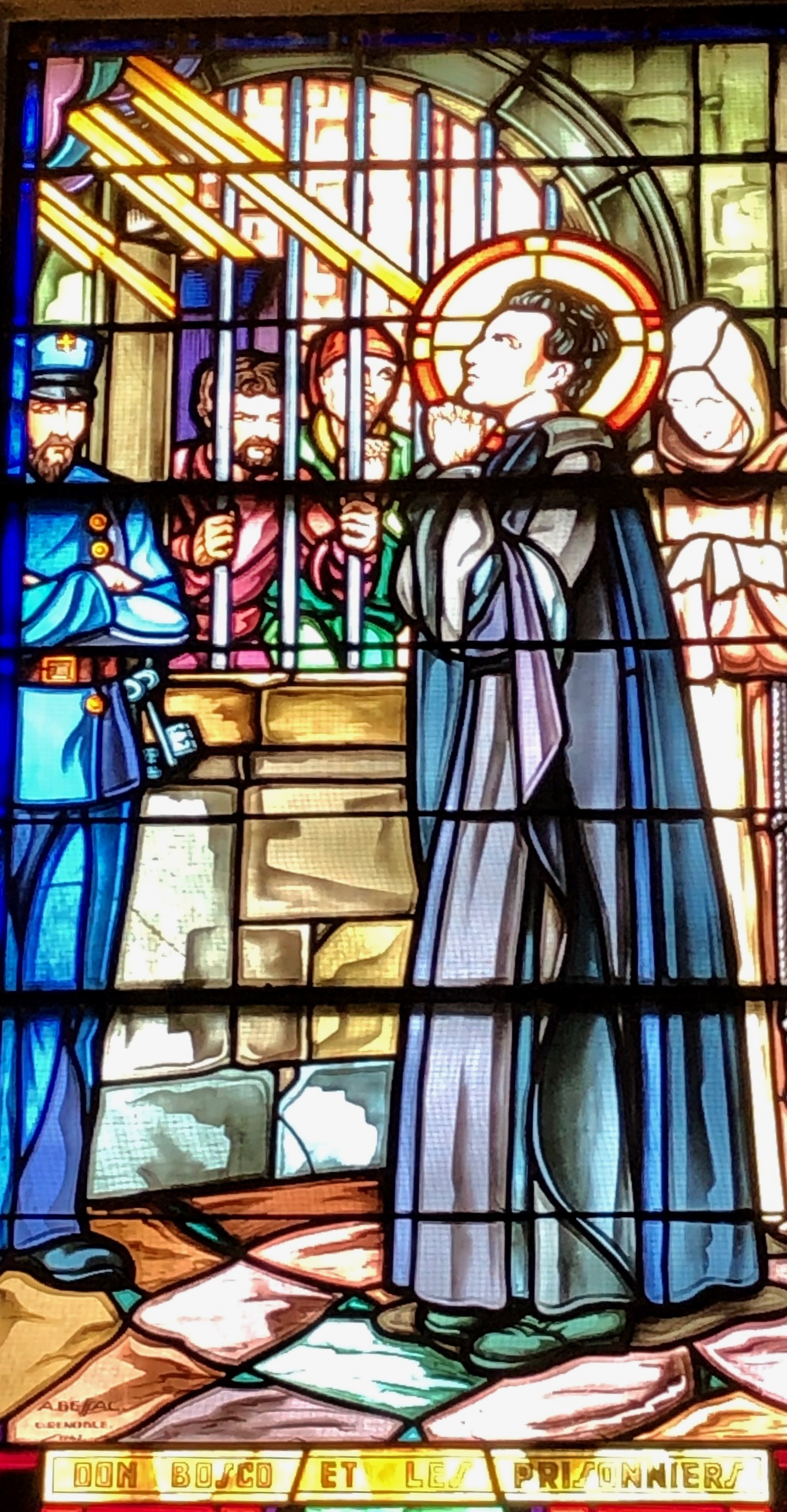
Notre-Dame-Auxiliatrice (Nizza), Kirchenfenster

Die reich dekorierte Kirche wurde von Eugène Doucet (1890–1978) ausgemalt. 20 Kirchenfenster schildern das Leben Don Boscos. Sie stammen von Antoine Bessac (1898–1974).